# Arte medieval em Portugal
Considera-se arte medieval a partir da Queda do Império Romano, altura em que se deixou de praticar a arte romana. O final da arte medieval em Portugal é com o Manuelino que já faz a transição da arte medieval para a arte moderna.
A arte medieval em Portugal divide-se em:
- Arte paleocristã
- Arte visigótica
- Arte islâmica
- Românico
- Gótico
  - Manuelino